# Eduard Aunós i Cau
Eduard Aunós i Cau (Es Bòrdes, 3 de febrer de 1858 - Barcelona, 2 de maig de 1930) fou un propietari i polític aranès, diputat i senador les Corts Espanyoles durant la restauració borbònica. Casat amb Jovita Pérez i Navarro, varen ser pares d'Eduard Aunós Pérez.

## Biografia
Havia estat president de les Joventuts del Partit Conservador amb Antoni Maura, però després com a independent; entre 1912 i 1916 fou propietari del diari conservador La Prensa. Fou diputat de la diputació de Lleida en 1911 i 1913 i diputat a Corts pel districte de la Seu d'Urgell a les eleccions generals espanyoles de 1914 però la seva elecció fou anul·lada i el dret de representació del districte de la Seu fou suspès.
A les eleccions generals espanyoles de 1916 fou derrotat, i el seu protagonisme polític fou eclipsat pel del seu fill Eduard Aunós Pérez, incorporat a la Lliga Regionalista com a secretari de Francesc Cambó el 1918. El 1923 fou escollit senador per Lleida a proposta dels liberals.